# Chữ ghép

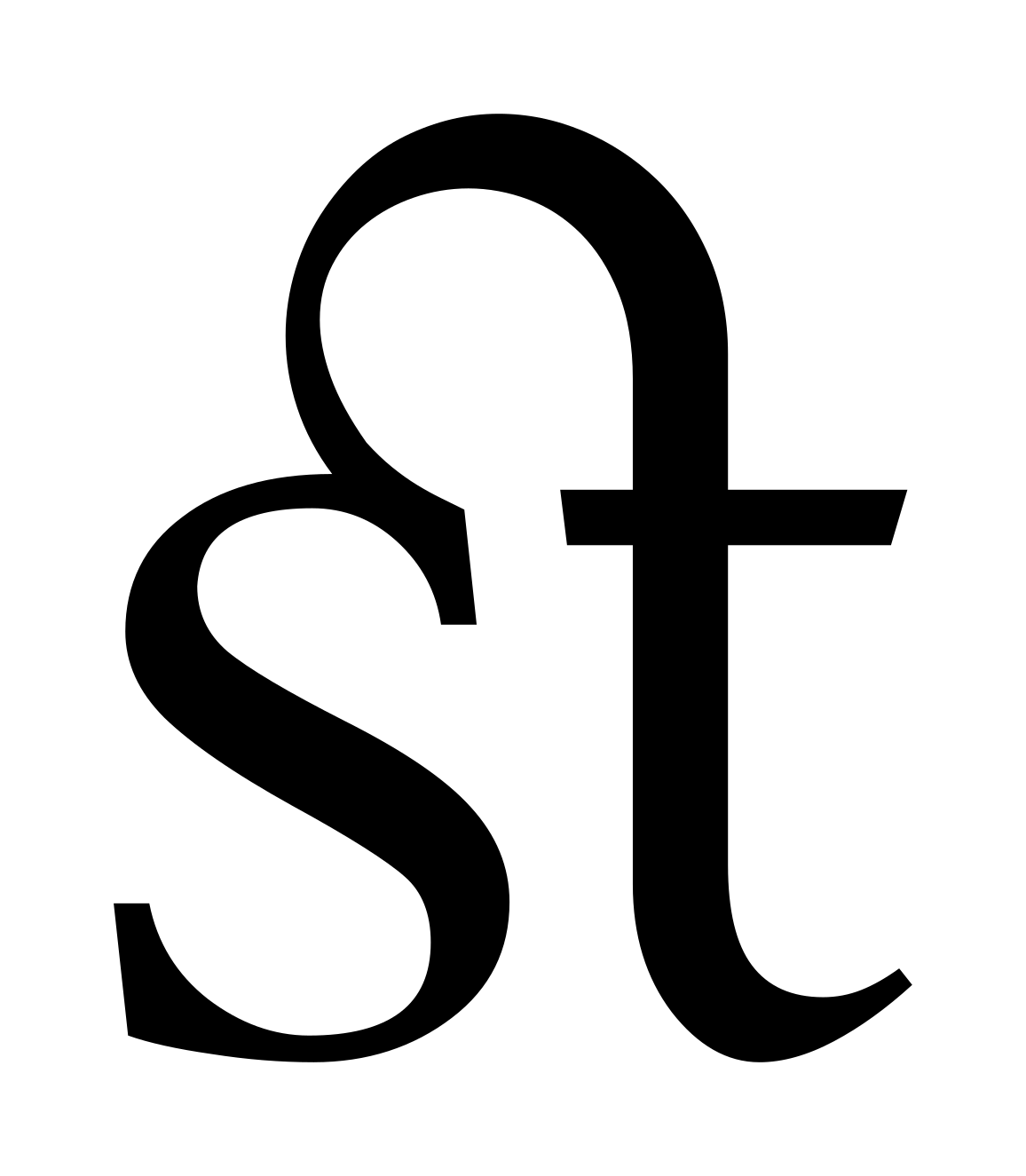
Các chữ cái s và t kết hợp với nhau để tạo ra chữ ghép kiểu chữ ﬆ

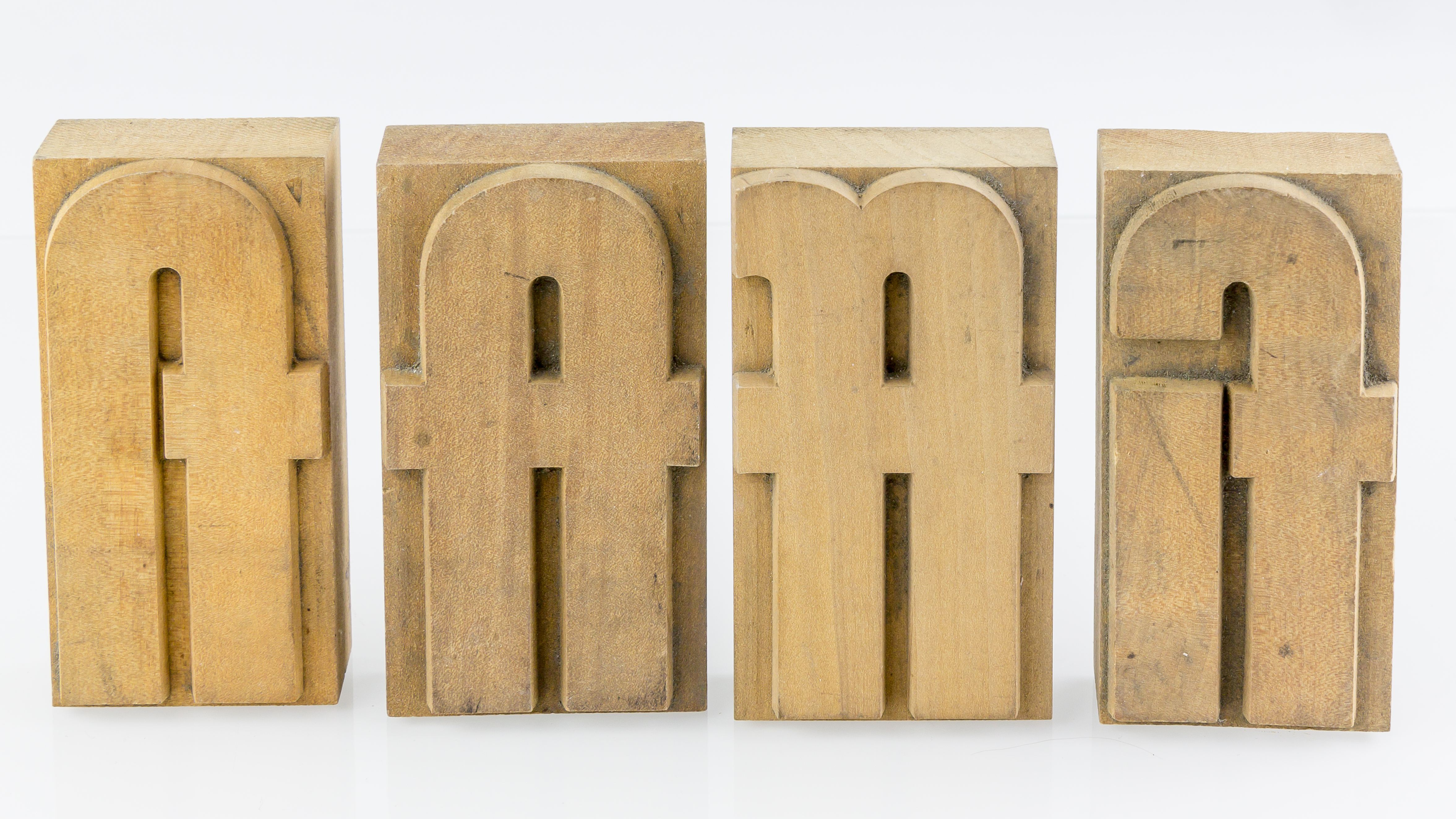
Loại gỗ sắp xếp với các chữ ghép (từ trái sang phải)
fl, ft, ff, fi; trong 20 Cicero = 240 Didot points ≈ 90.2328 mm

Chữ ghép et theo lối viết Nhân văn thời kỳ Phục hưng.

Trong ngành hệ thống chữ viết và typography, chữ ghép là một con chữ được cấu thành bởi hai hoặc nhiều chữ cái riêng lẻ thuộc cùng một bảng chữ cái. Ví dụ về các chữ ghép có thể nhắc đến các chữ ghép æ và œ trong tiếng Anh và tiếng Pháp, hay chữ ghép mang tính kiểu cách (typographic) "ﬁ" và ﬆ được tạo để tăng tính kiểu cách và đọc dễ dàng hơn. Ký hiệu & có nguồn gốc từ một chữ ghép tạo bởi hai chữ "e" và "t" (tạo thành từ et có nghĩa là "và" trong tiếng Latinh).

## Bảng chữ cái Latinh

### Chữ ghép mang tính kiểu cách

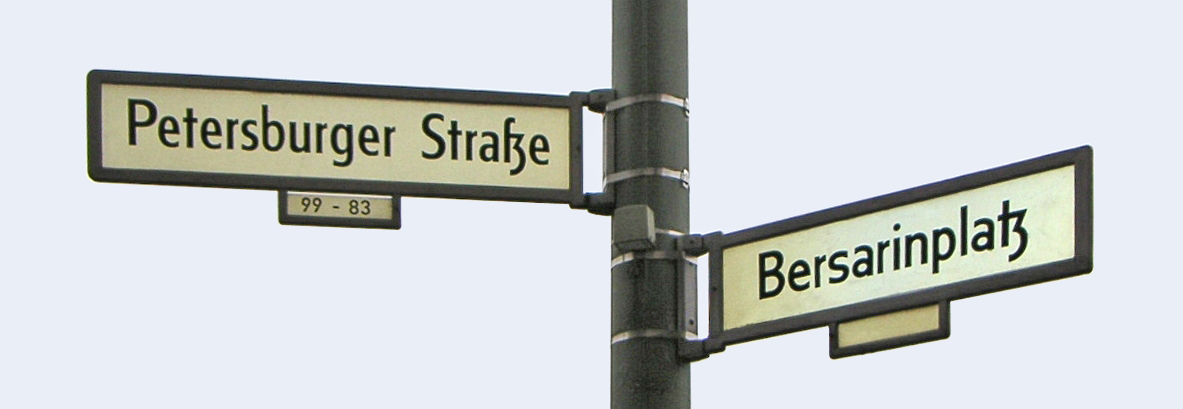
"ß" hay "eszett" dưới dạng chữ ghép "ſʒ" trên bảng tên đường bên trái (Petersburger Straße). Trên bảng tên quảng trường bên phải (Bersarinplatz) từ platz dùng chữ ghép "tʒ" hay "ꜩ" ở cuối.

Có nhiều chữ ghép cấu thành bởi chữ f và một chữ liền sau, ví dụ như "ﬁ". Dấu chấm trên chữ i thường bị chồng chéo lên phần vòm của chữ f trong một số phông chữ và do đó phần vòm của chữ f được hòa quyện cùng dấu chấm trên chữ i để hình thành chữ ghép "ﬁ". Một số ví dụ khác bao gồm các chữ ghép ﬀ, ﬂ, ﬃ và ﬄ.
Một lưu ý là việc sử dụng chữ ghép không phải lúc nào cũng đúng, nhất là khi các chữ cái cấu thành chữ ghép nằm cạnh nhau và thuộc hai ngữ tố (morpheme) khác nhau. Ví dụ như cặp chữ ff trong từ shelfful (tiếng Anh: nhiều) và Schifffahrt (tiếng Đức: vận tải đường biển). Trong tiếng Thổ Nhĩ Kỳ, hai chữ cái "i có dấu chấm" và "i không có dấu chấm" là phân biệt với nhau (i và ı). Việc sử dụng chữ ghép cấu thành bởi f và i hoặc f và ı sẽ gây ra sự khó hiểu vì không thể hiện được sự khác nhau giữa hai chữ i và ı. Do đó chữ ghép không được sử dụng trong chính tả Thổ Nhĩ Kỳ.
Di tích của việc sử dụng chữ ghép vẫn còn được lưu lại trên một số bảng tên quảng trường tại Đức. Trong các bản in Fraktur, các chữ ghép ſʒ/ſz ("s nhọn", eszett) và tʒ/tz ("t nhọn", tezett) là bắt buộc. Hiện nay, các chữ ghép này còn lưu lại trên các bảng tên đường hay bảng tên của các quảng trường có tên chứa từ platz.
Thi thoảng các chữ ghép của các cặp chữ st (ﬆ), ſt (ﬅ), ch, ck, ct, Qu và Th cũng được sử dụng (như trong phông chữ Linux Libertine).

### Chữ ß trong tiếng Đức
Eszett (tiếng Đức: scharfes S, nghĩa là "s nhọn") hay ß là một chữ cái thuộc bảng chữ cái dùng tại Đức và Áo. Tiếng Đức đa phần được in theo lối Gothic trước những năm 1940, và các phím in chữ ghép "s nhọn" không được dùng nhiều dưới dạng in hoa nên chữ ghép eszett in hoa chưa từng ghi nhận được dùng phổ biến. Vì vậy trong các bản chữ in hoa hiện đại, người ta thường dùng SZ để biểu thị chữ ß viết hoa (Maße "sự đo lường" → MASZE, khác với Masse "khối lượng" → MASSE). Sau này thì dùng SS để biểu thị chữ ß viết hoa (Maße → MASSE). Trước năm 2017, việc viết hoa chữ ß dưới dạng SS chỉ đúng với những từ được viết theo chính tả hiện hành tại Đức và Áo. Chữ ẞ, phiên bản in hoa của chữ ß, được đưa vào Bảng mã Unicode từ năm 2008 và từ năm 2017 được sử dụng ngày càng rộng rãi trong cuộc sống cũng như xuất hiện trong ngày càng nhiều phông chữ. Sơ đồ bố trí bàn phím tiếng Đức mới và đã được chuẩn hóa (DIN 2137-T2) năm 2012 có phím dành cho chữ ß in hoa. Cuối năm 2010, Ủy ban thường trực về địa danh học (StAGN) khuyến nghị sử dụng "ẞ" thay vì dùng "SS" hay "SZ" trong tên địa danh học.

### Chữ ghép ꝏ trong tiếng Massachusett
Việc sử dụng chữ ghép "ꝏ" cấu thành từ hai chữ o là một đặc điểm nổi bật trong chính tả thời kỳ thuộc địa tại vùng đất Hoa Kỳ. Nhà truyền giáo John Eliot đã sáng tạo ra chữ ghép ꝏ để đại diện cho âm /u/ trong từ food (IPA: /fud/) thay vì cho âm /ʊ/ trong từ hook (IPA: /hʊk/) và sau này được dùng trong quyển kinh thánh tiếng Massachusett Mamusse Wunneetupanatamwe Up-Biblum God, xuất bản vào năm 1663. Trong chính tả hiện hành được dùng từ năm 2000 bởi các thành viên Dự án khôi phục ngôn ngữ Wôpanâak thuộc các cộng đồng người Wampanoag, chữ ghép "ꝏ" được thay thế bằng chữ số 8 với mục đích dễ đánh máy, dễ hiểu và thể hiện nét tương đồng với chữ ghép o-u hay "Ȣ" dùng trong tiếng Abenaki.